# Trehörn (Odensvi socken, Småland)
Trehörn är en sjö i Kinda kommun i Småland och ingår i Botorpsströmmens huvudavrinningsområde. Sjön har en area på 0,28 kvadratkilometer och ligger 114,1 meter över havet.

## Delavrinningsområde
Trehörn ingår i det delavrinningsområde (642041-151882) som SMHI kallar för Inloppet i Kyrksjön. Medelhöjden är 136 meter över havet och ytan är 40,73 kvadratkilometer. Räknas de 3 avrinningsområdena uppströms in blir den ackumulerade arean 74,98 kvadratkilometer. Avrinningsområdets utflöde Botorpsströmmen (Tynnsån) mynnar i havet. Avrinningsområdet består mestadels av skog (77 %) och jordbruk (12 %). Avrinningsområdet har 1,19 kvadratkilometer vattenytor vilket ger det en sjöprocent på 2,9 %.